# Gianni Rivera
Giovanni ("Gianni") Rivera (født 18. august 1943 i Alessandria, Italien) er en italiensk tidligere midtbanespiller i fodbold. Højde 1,75 m. 60 gange scorede han 14 mål i fire VM (1962, 1966, 1970, og 1974), og han var en del af den første italienske side til at vinde EM i fodbold i 1968. Han er i øjeblikket medlem af Europa-Parlamentet for Uniti nell'Ulivo-partiet. Han spillede sin første kamp for det italienske landshold mod Vesttyskland ved VM i Chile; kampen endte 0-0. Han spillede 26 kampe for sin første klub, hvor han scorede 6 mål. Efter et år blev han købt af AC Milan til at erstatte Juan Schiaffino med et rekordstort beløb på $ 200.000, da han kun var seksten år gammel.